# Päpstliches Athenaeum Regina Apostolorum

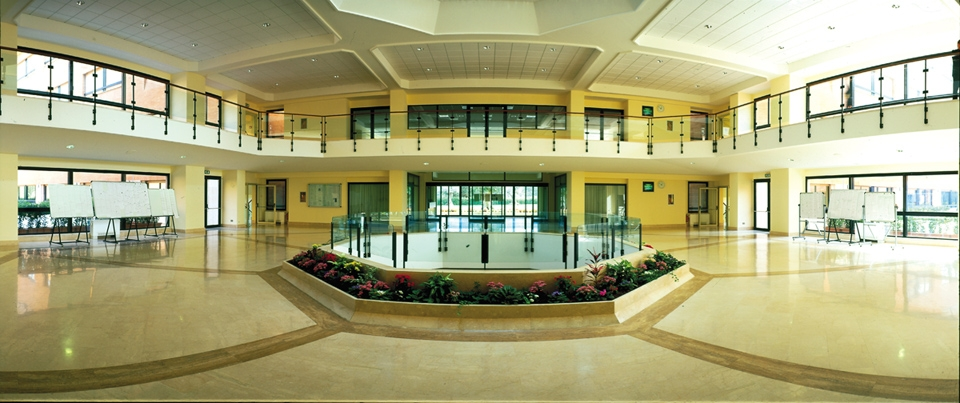
Lichthof der Päpstlichen Hochschule Regina Apostolorum

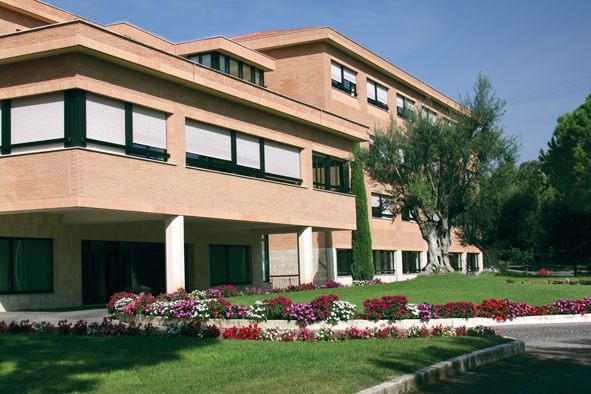
Außenansicht der Päpstlichen Hochschule Regina Apostolorum

Das Päpstliche Athenaeum Regina Apostolorum (ital.: Pontificio Ateneo Regina Apostolorum) ist eine internationale Hochschule päpstlichen Rechts und hat ihren Sitz in der Stadt Rom (Gianicolense).
Die Hochschule wurde von der Ordensgemeinschaft der Legionäre Christi am 15. September 1993 gegründet.

## Geschichte
Die Hochschule wurde mit den Fakultäten für Theologie und Philosophie von der Kongregation für das katholische Bildungswesen am 15. September 1993 kanonisch errichtet. Am 11. Juli 1998 verlieh ihr Papst Johannes Paul II. den Titel einer Päpstlichen Hochschule. Am 23. April 1999 errichtete die Kongregation für das katholische Bildungswesen das Institut für höhere Religionswissenschaften, das der theologischen Fakultät angegliedert ist. Am 31. Dezember 2000 weihte Kardinal Angelo Sodano das derzeitige Gebäude der Hochschule ein. Die Fakultät für Bioethik wurde am 21. Mai 2001 von der Kongregation für das katholische Bildungswesen approbiert.
Rektor war seit August 2013 Jesús Villagrasa LC als Nachfolger von Pedro Barrajón LC.

## Zielsetzung
Die Zielsetzung ist es, christliche Führungspersönlichkeiten auszubilden, vor allem im kirchlichen Bereich, und eine Forschung auf hohem wissenschaftlichen Niveau zu entwickeln, um so einen Beitrag zur Welt des Geistes und der Kultur zu leisten, der die Gesellschaft mit einem christlichen Geist erfüllen und Antworten geben kann auf die theoretischen und existenziellen Fragen des Menschen, in voller Übereinstimmung mit dem Lehramt der Kirche.
Das akademische Lehrangebot, das die Päpstliche Hochschule den eigenen Studierenden anbieten möchte, beruht auf einer ganzheitlichen Ausbildung, welche die vielfältigen Aspekte der menschlichen Person berücksichtigt.

## Fakultäten
Es gibt drei Fakultäten: Philosophie, Theologie und Bioethik (letztere kam 2001 hinzu). Die drei Fakultäten bieten die folgenden Studiengänge an:
- Bachelor. Die Regelstudienzeit beträgt drei Jahre (sechs Semester).
- Lizentiat. Die Regelstudienzeit beträgt zwei Jahre (vier Semester).
- Doktorat: Besteht in der Erstellung eine Dissertation, unter der Leitung eines Dozenten, in der der Kandidat einen persönlichen Forschungsbeitrag zum Fachgebiet einer der drei Fakultäten erbringt. Die Mindeststudienzeit beträgt zwei Jahre. Nach der Verteidigung der Doktorarbeit und ihrer Veröffentlichung wird der Doktortitel verliehen.

### Theologische Fakultät
Die Hochschule ist eine internationale Gemeinschaft, die sich dazu berufen fühlt, eine katholische Lehre und Kultur zu entwickeln, die imstande ist, die heutige Gesellschaft mit einem christlichen Geist zu erfüllen. Ihr Ziel ist es, der Kirche qualifizierte Professoren, geistliche Leiter, Ausbilder für Seminare, Priester, Ordensleute und Laien zur Verfügung zu stellen, die für die Lehre der Dogmatik, Moraltheologie und Theologie der Spiritualität ausgebildet sind.

#### Institut für höhere Religionswissenschaften (ISSR)
Das Institut ist der theologischen Fakultät angegliedert und verleiht die akademischen Titel des Bachelor und des Lizentiats in Religionswissenschaften. Es wendet sich vor allem an Laien und Ordensleute, die sich für das Studium und vertiefte Kenntnisse der Religionswissenschaften interessieren, im eigenen geistlichen Leben wachsen wollen oder sich vorbereiten wollen für eine Tätigkeit als Religionslehrer an Grundschulen oder in der Mittelstufe.

### Philosophische Fakultät
Die akademischen Aktivitäten der philosophischen Fakultät sind ausgerichtet auf die Lösung der existentiellen Probleme des Menschen. Es sollen der Einklang zwischen der philosophischen Vernunft und der christlichen Weltanschauung aufgezeigt werden und rationale Instrumente angeboten werden, die für die Anwendung in der spekulativen Theologie geeignet sind, um so den Dialog mit der heutigen, pluralistischen Welt zu ermöglichen. Die Zielsetzung der Fakultät ist dreifach:
- eine tiefgreifende und organische, philosophische Ausbildung anzubieten
- die Studierenden darauf vorzubereiten, das Theologiestudium auf hohem wissenschaftlichen Niveau und in gründlicher Weise durchzuführen.
- den Anforderungen der Neuevangelisierung und den Fragen, die von der Welt der Kultur gestellt werden, gerecht zu werden.

### Fakultät für Bioethik
Die weltweit erste Fakultät für Bioethik bietet ein komplettes Studium mit 3 möglichen Abschlüssen an: Bachelor, Lizentiat, Doktorat. Die Zielsetzung der Fakultät ist, Fachleute auszubilden, die imstande sind, kompetent auf die zahlreichen und schwierigen ethischen Probleme zu antworten, die sich ständig im Bereich der biomedizinischen und biologischen Wissenschaften ergeben im Hinblick auf die Würde des Menschen und die Verteidigung des Lebens jedes menschlichen Individuums, von der Empfängnis bis zum natürlichen Tod. Die Fakultät bietet auch einen Masterstudiengang in Bioethik und internationale Sommerkurse zur Fortbildung an.

## Institute

### Institut für höhere Studien über die Frau (ISSD)
Das Institut für höhere Studien über die Frau (ISSD) ist das erste in Italien für systematische und interdisziplinäre Studien über die Frau in ihren verschiedenen Dimensionen und Wirkungsräumen. Die Zielsetzung ist, eine wahrheitsgemäße Sichtweise der Weiblichkeit und der Würde der Frau zu fördern mittels Ausbildungsangeboten im intellektuellen, zwischenmenschlichen und sozialen Bereich, um so die Stellung und den Einfluss der Frau in der Gesellschaft zu fördern.

### Institut für Bioethik und Menschenrechte
Das Institut für Bioethik und Menschenrechte ist aus der Fakultät für Bioethik hervorgegangen und hat die Zielsetzung, Themen der Bioethik in Bezug auf die Menschenrechte zu analysieren und zu studieren. Die Analysen und Studien basieren auf einem Humanismus christlicher Inspiration, angewandt auf die Bioethik, und fließen in die Lehre und die Forschung ein sowie dienen dazu, Aktivitäten zur Verbreitung des Gedankengutes zu fördern.

### Institut „Wissenschaft und Glaube“
Das Institut „Wissenschaft und Glaube“, das von den Leitlinien der Enzyklika Fides et Ratio von Papst Johannes Paul II. inspiriert ist, widmet sich der Forschung und Lehre zu Themen der Beziehung zwischen Wissenschaft und Glaube, um Antworten anzubieten auf die neuen, dringenden, ethischen und anthropologischen Fragen, die von der unaufhaltsamen Entwicklung in Wissenschaft und Technik aufgeworfen werden. Es strebt danach, durch die Aktivitäten in Lehre und Forschung Berührungspunkte aufzuzeigen, die dem Dialog und der gemeinsamen Suche nach der Wahrheit dienen. Das Institut fördert Forschungsaktivitäten, Ausbildungskurse, Vorträge, Kongresse und Treffen zu Fragen auf dem Gebiet der Beziehung zwischen Wissenschaft und Glaube.

### Institut „Sacerdos“
Die Zielsetzung des Instituts „Sacerdos“ ist, im Klerus eine Spiritualität der kirchlichen Gemeinschaft zu fördern. Es dient hauptsächlich der ständigen Weiterbildung und der Unterstützung für die Beharrlichkeit der Priester, durch Lernen vom anderen, Erfahrungsaustausch über die Praxis und neue Vorschläge für die Pastoral, sowie Gelegenheiten für brüderliches Zusammensein und Gemeinschaft.

### Institut für Wirtschaftsethik und Soziallehre “FIDELIS”
Das Institut für Wirtschaftsethik und Soziallehre FIDELIS ist ein Forschungszentrum für angewandte Ethik, das eine ganzheitliche Sicht von ökonomischen Aktivitäten zu fördern sucht, die die Würde der Person respektiert und auf das Gemeinwohl ausgerichtet ist. Das Institut ist Teil eines internationalen Netzwerks von Forschungszentren, die im „Fidelis International Institute for Business Ethics“ zusammengeschlossen sind.

### Studienzentrum „Johannes Paul II.“
Das Studienzentrum “Johannes Paul II.”, eingerichtet im Jahr 2010, baut eine Sammlung von Veröffentlichungen, Schriften, Fotografien und Filmmaterial über Papst Johannes Paul II. auf, um so eine Bibliothek und Cinemathek einzurichten, die diesem Papst gewidmet ist. Das Zentrum hat außerdem das Ziel, die Themen, die ein besonderes Anliegen für Papst Johannes Paul II. darstellten, zu vermitteln und zu studieren, und so die schöpferischen Beiträge seines Denkens und Lehramtes zu erforschen.

### Institut für höhere humanistische Studien
Das Institut entstand im Mai 2010 in Zusammenarbeit mit der Europäischen Universität Rom und der Akademie Vivarium Novum und hat zum Ziel, die Wiederentdeckung der klassischen, humanistischen Werte in ihrer zeitlosen Gültigkeit zu fördern, um so die akademische Ausbildung zu vervollständigen und den kulturellen Horizont zu erweitern.

## Zusätzliche Studienangebote
Die Hochschule bietet eine Reihe von Master-Studiengängen und Kursen in verschiedenen Fachrichtungen an.

### Master

#### Master in Kirche, Ökumene und Religionen
Der Master wird von der philosophischen Fakultät organisiert und bietet einen Ausbildungsgang an, um die verschiedenen Religionen, christlichen Kirchen und alternativen religiösen Bewegungen sowie ihre Beziehung zur katholischen Kirche in der Welt von heute kennenzulernen.

#### Master in philosophischer Lebensberatung und existenzieller Anthropologie
Der Master wird von der philosophischen Fakultät in Zusammenarbeit mit dem Institut für Philosophie und klinische, existenzielle Anthropologie, Counseling, Forschung und Ausbildung (IFACEcrf) organisiert und hat zum Ziel, Instrumente zu vermitteln, die aus den Humanwissenschaften kommen und es erlauben, den Beruf eines philosophischen Lebensberaters auszuüben, dessen Aufgabe es ist, Unterstützung anzubieten für diejenigen, die auf der Suche nach dem Sinn ihrer Existenz sind.

#### Master Wissenschaft und Glaube
Das Masterstudium Wissenschaft und Glaube, das von der philosophischen Fakultät organisiert wird, ist Teil des STOQ-Projekts („Science, Theology and the Ontological Quest“), an dem mehrere Päpstliche Universitäten beteiligt sind. Er wendet sich an Fachleute entsprechender Spezialgebiete, die Kenntnisse über die Beziehung zwischen Wissenschaft und Glaube im Bereich von Forschung und Kultur erwerben oder vertiefen möchten.

#### Master Bioethik
Das Masterstudium Bioethik wendet sich an diejenigen, die für ihre beruflichen Aktivitäten bessere Kenntnisse über Fragen der Bioethik nutzbar machen wollen.

#### Master-Arbeit, Familie und Führungsrolle der Frau
Dieser Master wird vom Institut für höhere Studien über die Frau organisiert und gefördert. Er ist der erste Masterstudiengang in Europa, der ausschließlich dem Studium und der Forschung zu neuen Lösungen für die Problematik, wie Familie und Arbeit zu vereinbaren sind, gewidmet ist. Er soll eine neue institutionelle Kultur fördern, die davon geprägt ist, die Mitarbeiter als Personen zu sehen. Er bietet eine gründliche, interdisziplinäre Ausbildung, die den Studierenden erlaubt, spezialisierte Kenntnisse zu erwerben, wie sie notwendig sind für die Umsetzung von organisatorischen Veränderungen, die den Erfordernissen der Wirtschaftlichkeit der Unternehmen entsprechen, aber gleichzeitig dem Wohl der Mitarbeiterinnen dienen.

#### Master Architektur, sakraler Kunst und Liturgie
Das Masterstudium Architektur, sakraler Kunst und Liturgie  wird in Zusammenarbeit mit der Europäischen Universität Rom durchgeführt und möchte das große Erbe von Erfahrungen und Reflexionen zur Schönheit und zur künstlerischen Kreativität in der christlichen Tradition zugänglich machen, um so eine spezifische Ausdrucksweise in Kunst und Architektur zu fördern. Der Master soll es wieder möglich machen, eine christliche zeitgenössische Kunst mit einer klaren Linie und ohne Scheu vorzuschlagen, und will so einen Reifungsprozess fördern, der sowohl kirchliche Auftraggeber, als auch Architekten, Ingenieure, Künstler, Kunsthistoriker und Seminaristen betrifft – letztlich alle, die im Kontakt mit den zivilen Autoritäten in den jeweiligen Ländern stehen und für die Ausführung von neuen Werken oder den Erhalt der Kulturgüter der Kirche zuständig sind.

### Kurse

#### Internationaler Fortbildungskurs in Bioethik
Der Kurs widmet sich jeweils einem ausgewählten Thema widmet, das in grundlegender Weise studiert wird, um so die wesentlichen Elemente zu erfassen.  Die einzelnen Inhalte werden von Dozenten der Fakultät für Bioethik und eingeladenen Fachleuten aus verschiedenen Ländern referiert. Neben den Vorlesungen finden Aktivitäten zur Reflexion und zur gemeinsamen Diskussion statt, um so die aktive Beteiligung aller Kursteilnehmer zu fördern.
Der Kurs findet im Juni und Juli statt und dauert zwei Wochen.

#### Internationaler Sommerkurs des Instituts für höhere Studien über die Frau
Das Institut bietet einen internationalen Sommerkurs an, der verschiedene Problematiken bezüglich der Lebenswelt der Frau in einer interdisziplinären, anregenden und innovativen Perspektive behandelt. Die Themen der Kurse, die sich jedes Jahr ändern, befassen sich mit dem Bild der Frau, ihrem Selbstverständnis und ihrer Situation in den verschiedenen sozialen und kulturellen Bereichen. Die Kurse haben immer zum Ziel, eine genaue Analyse der verschiedenen aktuellen Problemstellungen anzubieten, wie es einem wissenschaftlichen, philosophischen Studium entspricht.
Dabei werden Elemente aus verschiedenen Ländern berücksichtigt.

#### Kurs für Ausbilder in Seminaren
Jährlich gibt es einen internationalen Fortbildungskurs für die Verantwortlichen für die Ausbildung in Seminaren. Der Kurs, der in theoretisch-praktischen Sitzungen durchgeführt wird, berücksichtigt die Entwicklungen und Problematiken der Kultur der Gegenwart und bietet eine ganzheitliche Sichtweise des Ausbildungsprozesses. Der Kurs richtet sich an Bischöfe, Rektoren, Spirituale und andere Ausbilder. Er kennzeichnet sich durch einen brüderlichen Geist getragen von einer authentischen priesterlichen Spiritualität.

#### Geistliche Erneuerungskurse für Priester
Der Kurs wird vom Institut „Sacerdos“ getragen und findet jedes Jahr in Jerusalem statt. Veranstaltungsort ist das Päpstliche Institut „Notre Dame of Jerusalem“. In dem Land, in dem Jesus das Evangelium verkündet hat, Kranke geheilt hat und Tote auferweckt hat, bietet der Kurs für Priester eine einzigartige Gelegenheit zur geistlichen Erneuerung, in der sie den Weg ihrer Berufung neu erleben können und so die Motivationen ihrer Entscheidung für diesen Lebensweg stärken können, mit positiven Effekten für ihr pastorales Wirken.

#### Ausbildungskurse für das gottgeweihte Leben
Das Institut für höhere Religionswissenschaften führt seit ungefähr zehn Jahren Ausbildungskurse durch, die speziell für Frauen im gottgeweihten Leben gestaltet sind. Die Kurse haben zum Ziel, verschiedene Problematiken tiefergehend zu studieren, denen Ordensschwestern und gottgeweihte Frauen im Leben in ihren Gemeinschaften begegnen. Den Ausbilderinnen sollen Hilfsmittel aufgezeigt werden, um die Bedürfnisse der neuen Generationen von Frauen, die einer Berufung zum gottgeweihten Leben folgen wollen, erkennen und ihnen entsprechen zu können.

#### Kurs „Exorzismus und Gebete um Befreiung“
Seit 2005 bietet die Hochschule Kurse in Exorzismus an. Damit sollen Priester befähigt werden, das Böse in Gestalt von Dämonen oder des Teufels auszutreiben. Am 19. April 2011 fand im Vatikan eine „Exorzismus-Konferenz“ statt, die vom Athenaeum ausgerichtet wurde. Dessen Mitglied Carlo Climati meinte: „Das Internet hat es heute viel einfacher gemacht als früher, Informationen über Satanismus zu finden. In nur wenigen Minuten kann man Satanisten-Gruppen kontaktieren und sich über Okkultismus informieren.“ Pedro Barrajón, der von 1997 bis 2013 Rektor der Hochschule war, leitet den Kurs „Exorzismus und Gebete um Befreiung“, der sich mit den verschiedenen Aspekten des Phänomens so genannter Besessenheit beschäftigt. Das Neuaufleben des Exorzismus wird allerdings von verschiedenen Seiten auch kritisch betrachtet.

## Internationales Netzwerk
Die Päpstliche Hochschule Regina Apostolorum ist Teil eines internationalen Netzwerkes von Institutionen des Bildungswesens, das aus 23 Universitäten und 10 Zentren für höhere Studien besteht, die untereinander in Verbindung stehen in der Forschung im Bereich von Wissenschaft und Kultur. Die Universitäten des Netzwerks haben die Zielsetzung, einen Raum für freie und kontinuierliche Reflexion aufzubauen, die vom christlichen Glauben inspiriert ist  und dem Wachstum des Gedankengutes der Menschheit dient.

## Forschung
Die institutionellen Forschungsaktivitäten werden von der Abteilung für Forschung koordiniert, die eine umfassende Zusammenarbeit zwischen den Fakultäten und Instituten sowie mit anderen Universitäten, Forschungszentren und kulturellen, privaten oder öffentlichen Einrichtungen fördert. Die Abteilung für Forschung nimmt Forschungsprojekte an, fördert deren Finanzierung und verifiziert den Fortschritt der verschiedenen Projekte. Derzeit bestehen folgende Forschungsgruppen: Biomedi@, Beobachtungsstelle für Bioethik, Neurotica.